# Франгарто (Болцано)
Франгарто је насеље у Италији у округу Болцано, региону Трентино-Јужни Тирол.
Према процени из 2011. у насељу је живело 489 становника. Насеље се налази на надморској висини од 248 м.